# 帕雷迪什-杜拜鲁
帕雷迪什-杜拜鲁是葡萄牙阿威罗区的一个堂区。总面积6.73平方公里，总人口1092人，人口密度162.3人/平方公里。